# Färgkulla
Färgkulla (Anthemis tinctoria) är en flerårig ört i familjen korgblommiga växter.

## Beskrivning
20 - 30 cm hög, blommorna 2,5 - 4,5 cm diameter. 4 ståndare och 2 vid basen sammanväxta pistiller. Blomningstid juni - september.
Namnet, både det svenska och det vetenskapliga, kommer av växtens användning vid växtfärgning. Betat med alunvatten färgas ylle och silke gult.

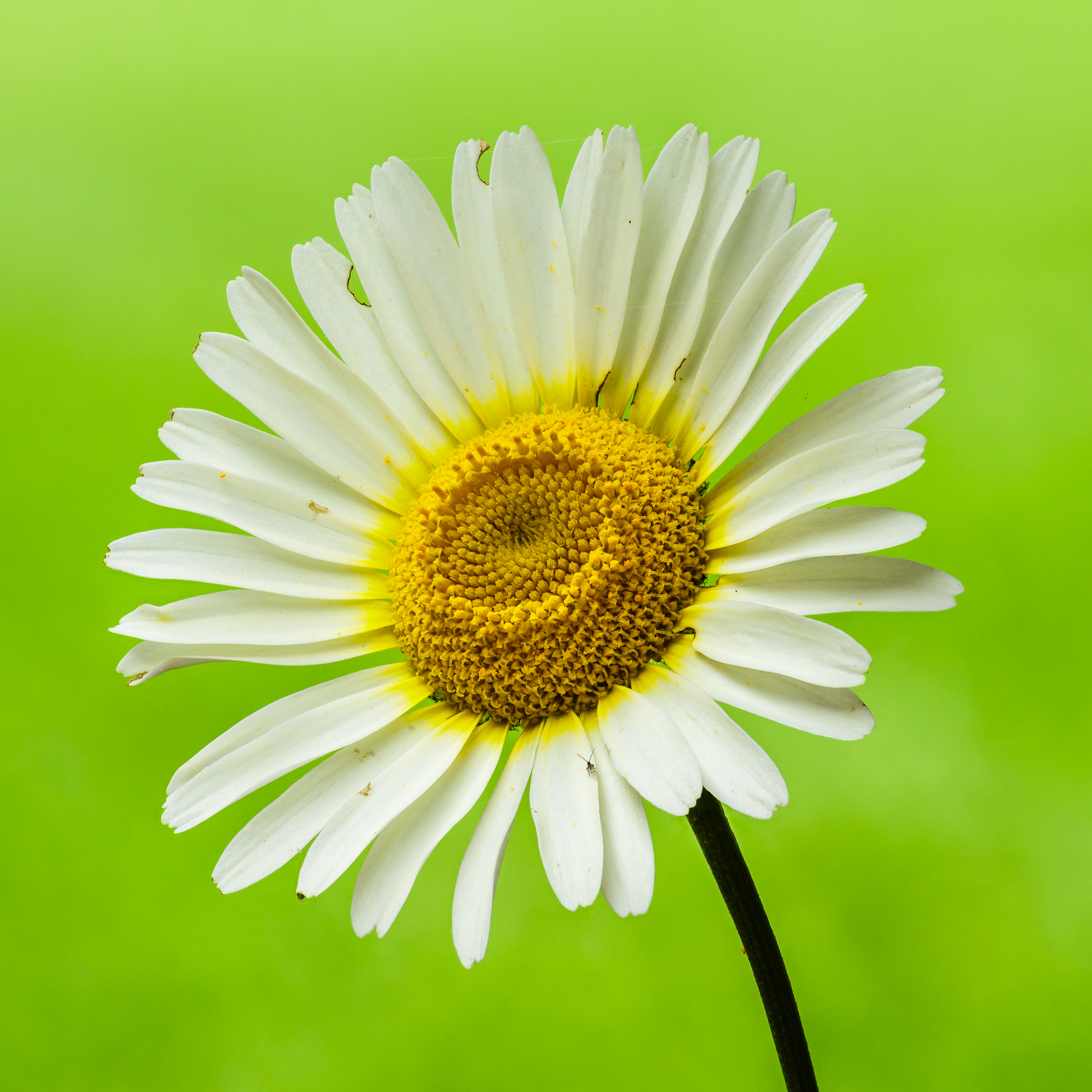
Inflorescence.

## Habitat
Europa norr om Pyrenéerna, i Asien mellan Svarta havet och Kaspiska havet samt från Östeuropa ett stycke in i Ryssland med en spets fram till Uralbergen.
Södra och mellersta Sverige. Södra Norge och södra Finland.

### Utbredningskartor
- Norden
- Norra halvklotet

Ej ursprunglig i Nordamerika

## Biotop
Torr ängsmark, grusmark, steniga slänter, järnvägsbankar.

## Synonymer
subsp. tinctoria
Anthemis debilis Fed.
Cota tinctoria (L.) J.Gay ex Guss.
Chamaemelum tinctorium (L.) All.
Matricaria tinctoria (L.) Baill.
var. australis R.Fern.
- Anthemis tinctoria var. australis (R.Fern.) Govaerts

## Bygdemål
| Namn        | Trakt                 | Referens | Kommentar |
| ----------- | --------------------- | -------- | --- |
|             |                       |          | |
| Gullbloma   | Estland (Nuckö)       | [ 1 ]    | Förväxla ej med gulleblomor = gullkrage, Chrysanthemum segetum.                                                          |

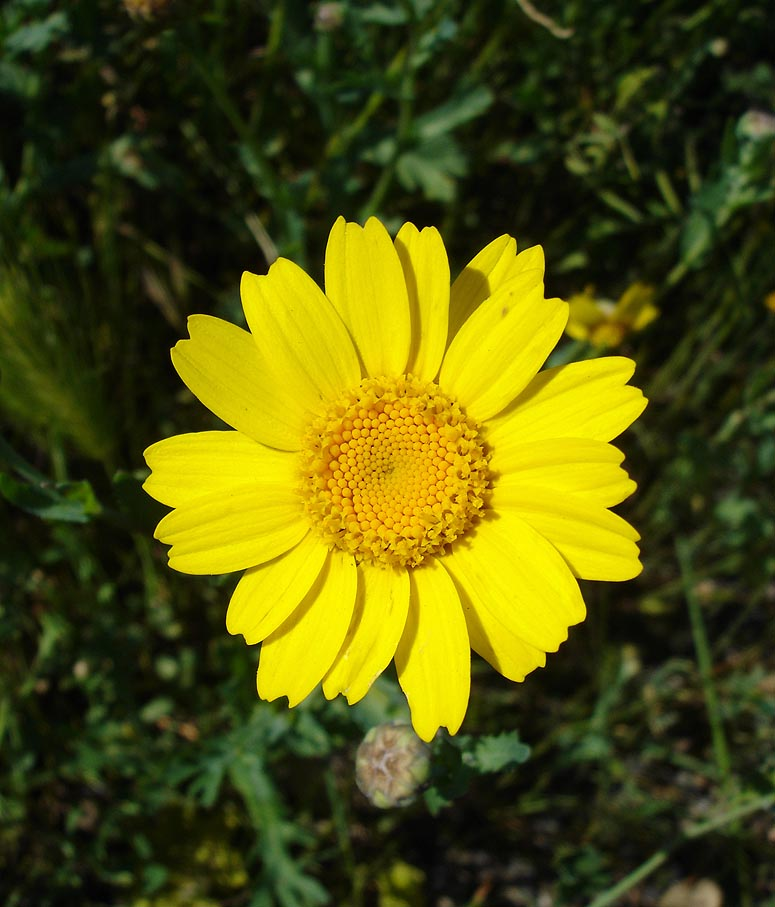
Gullkrage

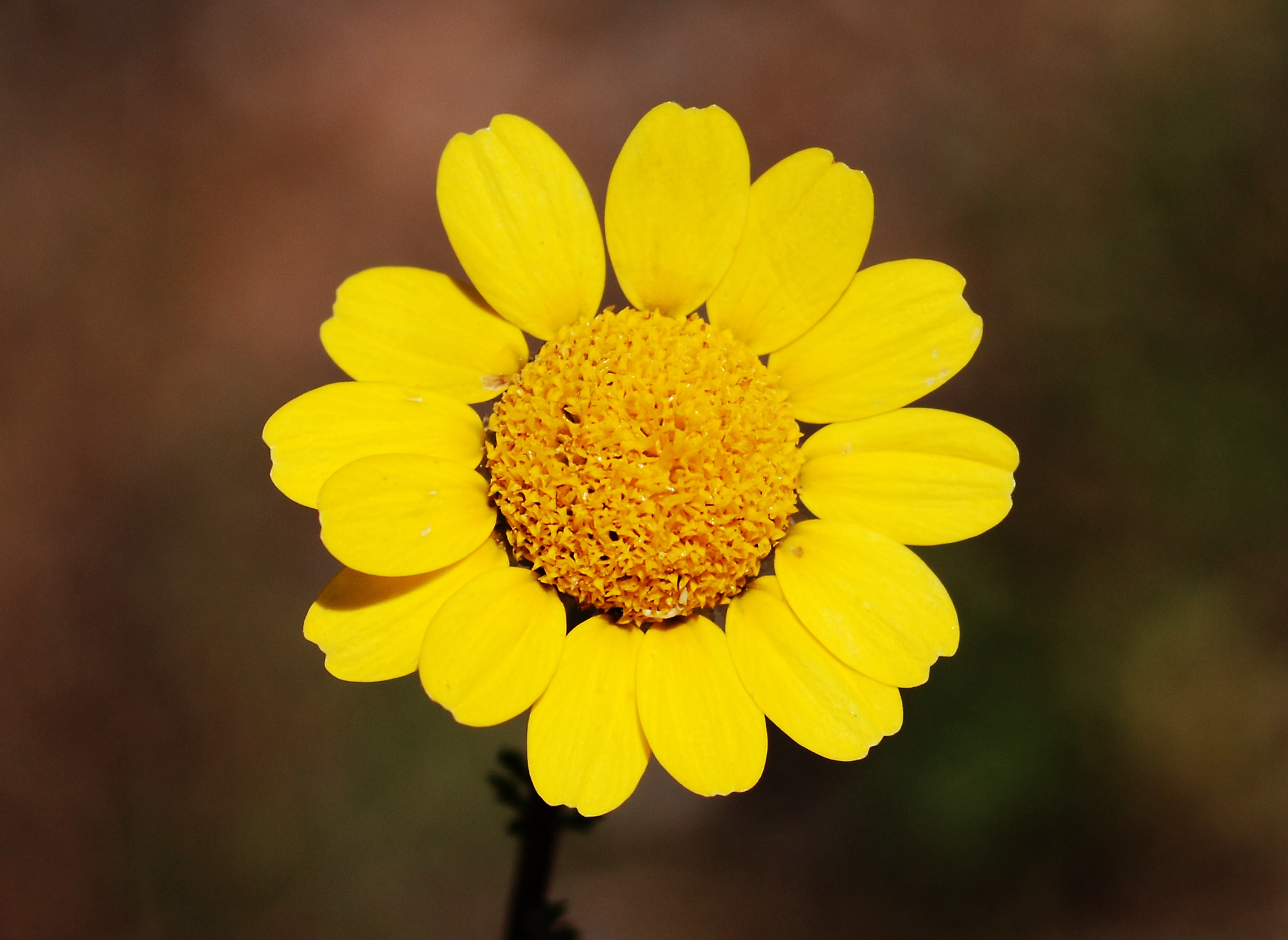
Färgkulla

| Letblomster | Södermanland, Uppland | [ 2 ]    | Det finns många dialektala ord med ordledet let, både som prefix och som suffix. Alla har med färg i någon form att göra |

Ett annat namn på växten är oxöga.